# Limmat
Limmat je řeka ve Švýcarsku, v kantonech Curych a Aargau. Začíná výtokem z Curyšského jezera v Curychu a vlastně se tedy jedná o pokračování řeky Linth pramenící v kantonu Glarus. Limmat teče z Curychu zhruba na severozápad a po zhruba 36 kilometrech se vlévá do Aary u městečka Brugg, kousek pod ústím řeky Reuss. Jedná se o druhý největší přítok Aary. Kromě Curychu na Limmatu leží města Dietikon, Wettingen a Baden. Největšími přítoky jsou Sihl a Reppisch. Na řece je řada vodních elektráren.

## Galerie

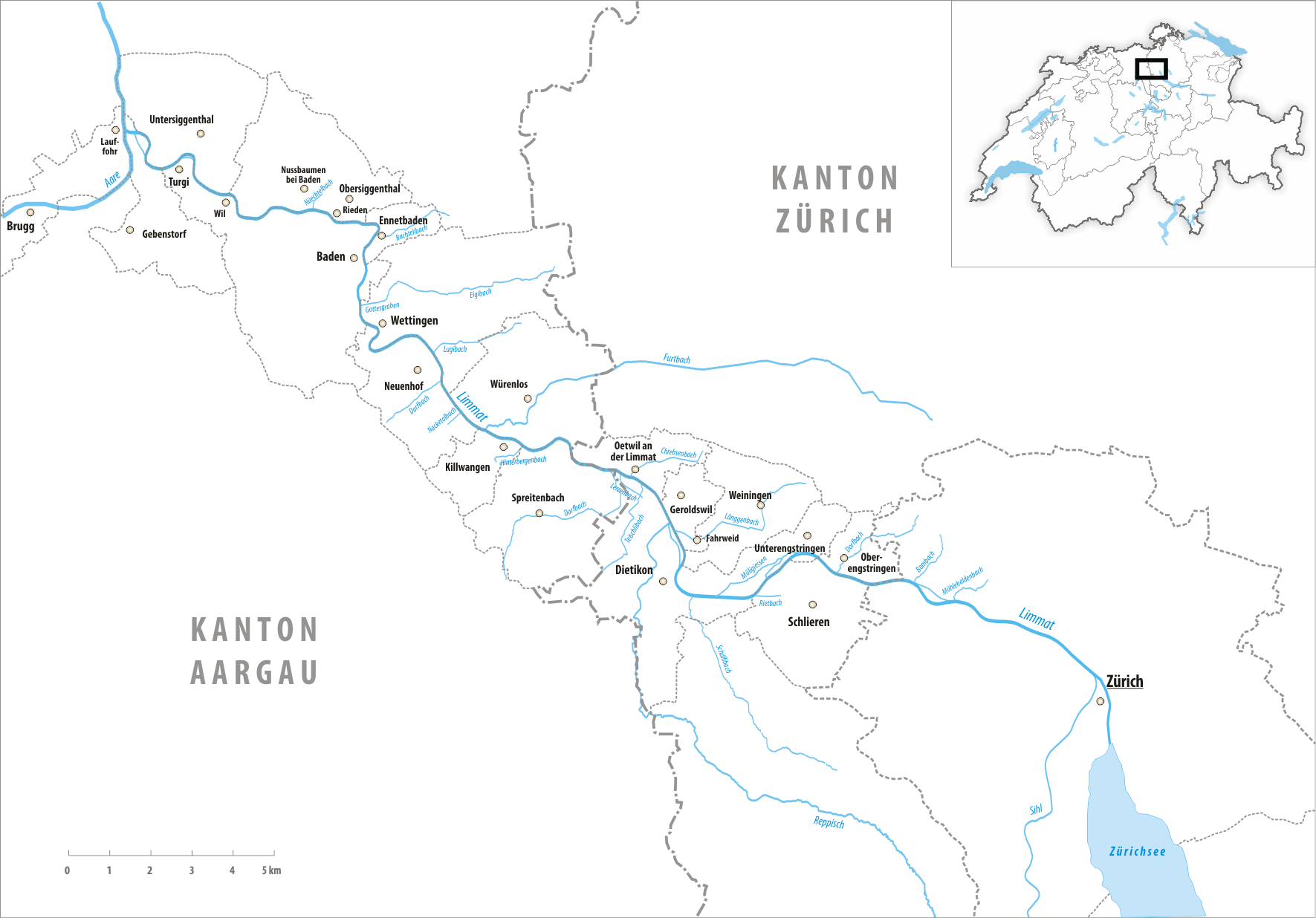
Geografie Limmatu
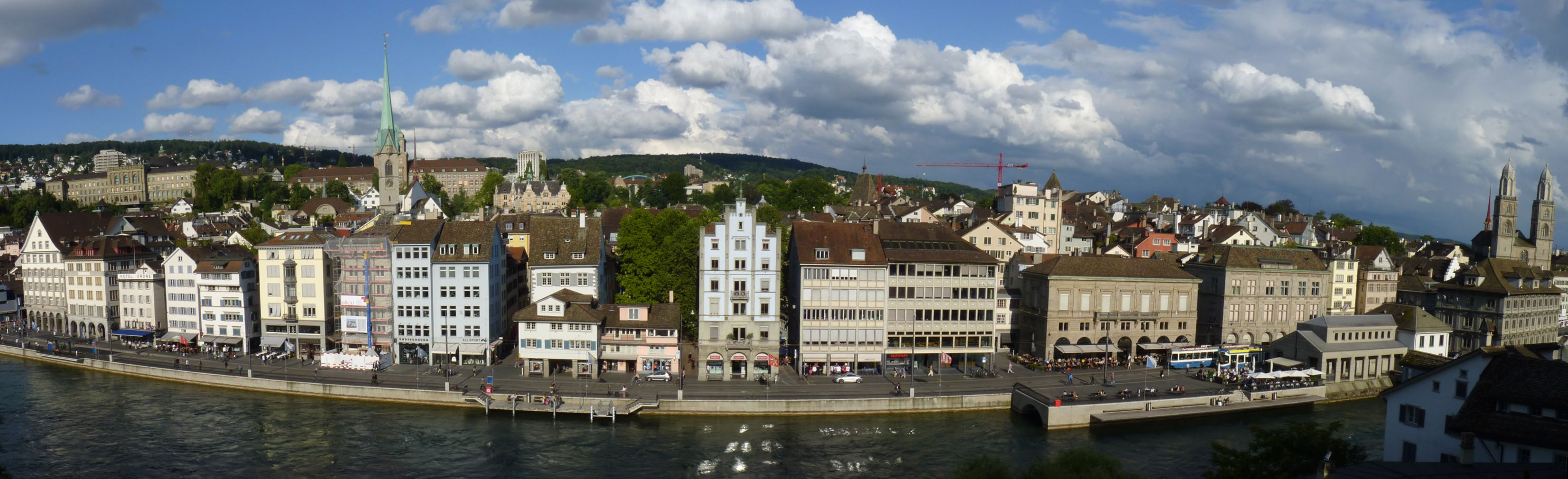
Tzv. 'Limmatquai' v Curychu
Limmat (Curych)